# Пам'ятки історії Зміївського району
У Зміївському районі Харківської області на обліку перебуває 64 пам'ятки історії.
| № п/п | Охоронний номер пам’ятки | Місце знаходження, (адреса) пам’ятки                 | Найменування пам’ятки | Автор, дослідник пам’ятки. Дата відкриття                   | Матеріал, з якого виготовлений пам’ятник. Основні розміри                           | Категорія охорони пам’ятки                    | Номер і дата рішення державних органів про взяття пам’ятки під охорону | Охоронна зона                                                  |
| ----- | ------------------------ | ---------------------------------------------------- | --- | ----------------------------------------------------------- | ----------------------------------------------------------------------------------- | --------------------------------------------- | ---------------------------------------------------------------------- | -------------------------------------------------------------- |
| 1.    | 912                      | м. Зміїв, вул. Леніна, 11                            | Будинок, у якому працював Зміївський повітовий комітет РКП(б). 1918 р., 1919 р. | Дерево, цегла                                               | Місцева                                                                             | № 61 від 25.01.72 р.                          |                                                                        |                                                                |
| 2.    | 915                      | -<<-                                                 | Пам'ятник Шевченку Т. Г. 1814–1861 рр. | Харківська скульптурна фабрика 1956 р.                      | Скульптура — 2,5 м., з/б. Постамент — 2,8×1,9×1,9 м., цегла                         | Місцева                                       | № 61 від 25.01.72 р.                                                   |                                                                |
| 3.    | 871                      | м. Зміїв, вул. 50-річчя ВЛКСМ                        | Братська могила радянських воїнів. Поховано 48 воїнів. 1943 р. | Харківська скульптурна фабрика 1963 р.                      | Скульптура — 2,5 м, з/б. Постамент — 3,9×2,0×2,0 м, цегла                           | -<<-                                          | -<<-                                                                   | 25 м (Наказ управління культури і туризму від 10.09.09. № 234) |
| 4.    | 867                      | м. Зміїв, пл. Радянська                              | Братська могила борців за радянську владу. 1919 р. | 1947 р.                                                     | Обеліск — 2,6 м. Постамент — 1,6×1,1 м., цегла                                      | -<<-                                          | -<<-                                                                   |                                                                |
| 5.    | 8714-Ха                  | м. Зміїв, пл. Радянська, 6 та пров Сизранцева        | Будівля повітового двокласного училища | 1843 р.                                                     |                                                                                     | Наказ МКТ України № 511/0/16-11 від 05.07.11. |                                                                        |                                                                |
| 6.    | 870                      | м. Зміїв, пл. Радянська                              | Братська могила радянських воїнів і партизанів. Поховано 285 воїнів і партизанів. 1941 р., 1943 р. | Скульптори Жуковська Л., Сова Д. 1973 р.                    | Стела — 2,0 м. Обеліск — 10,0 м, граніт                                             | -<<-                                          | -<<-                                                                   | 25 м (Наказ управління культури і туризму від 10.09.09. № 234) |
| 7.    | 907                      | -<<-                                                 | Могила Сизранцева І. І., члена РСДРП з 1900 р. 1924 р. | 1948 р.                                                     | Обеліск — 2,1×0,75×0,75 м., цегла                                                   | -<<-                                          | № 61 від 25.01.72 р.                                                   |                                                                |
| 8.    | 908                      | -<<-                                                 | Могила Носика Г. М. — секретаря Ізюмського окружкому комсомолу. 1926 р. | 1948р.                                                      | Плита — 1,1×0,75 м, мармур                                                          | -<<-                                          | № 1 від 25.01.72 р.                                                    |                                                                |
| 9.    | 868                      | м. Зміїв, вул. Фабрична                              | Братська могила продармійців і радянських воїнів. Поховано 8 бійців продзагону і 18 радянських воїнів. 1919 р., 1941 р., 1943 р. | Харківська скульптурна фабрика 1957 р.                      | Скульптура 2,8 м, з/б. Постамент — 4,0×6,2×1,2 м, цегла                             | -<<-                                          | -<<-                                                                   | 25 м (Наказ управління культури і туризму від 10.09.09. № 234) |
| 10.   | 1658                     | -<<-                                                 | Пам'ятник Леніну В. І. 1870—1924 рр. | 1957 р.                                                     | Скульптура — 2,5 м., з/б. Постамент — 2,0×1,0×1,0 м., цегла                         | -<<-                                          | № 13 від 12.01.81р.                                                    |                                                                |
| 11.   | 872                      | с. Бірки Бірківської с/р                             | Братська могила радянських воїнів, серед яких похований Решетей І. — Герой Радянського Союзу. Поховано 405 воїнів. 1941 р., 1943 р. | Харківська скульптурна фабрика 1954 р.                      | Скульптура — 2,5 м, з/б. Постамент — 3,0×1,3×1,3 м, цегла                           | -<<-                                          | № 61 від 25.01.72 р.                                                   | 25 м (Наказ управління культури і туризму від 10.09.09. № 234) |
| 12.   | 873                      | с. Борова Борівської с/р                             | Братська могила радянських воїнів. Поховано 307 воїнів. 1941 р., 1943 р. | Харківська скульптурна фабрика 1959 р.                      | Скульптура — 2,5 м, з/б. Постамент — 3,0×1,3×1,3 м, цегла                           | -<<-                                          | -<<-                                                                   | 25 м (Наказ управління культури і туризму від 10.09.09. № 234) |
| 13.   | 874                      | -<<-                                                 | Братська могила радянських воїнів. Поховано 249 воїнів. 1941 р., 1943 р. | Харківська скульптурна фабрика 1965р.                       | Скульптура — 2,5 м, з/б. Постамент — 3,0×1,3×1,3 м, цегла                           | -<<-                                          | -<<-                                                                   | 25 м (Наказ управління культури і туризму від 10.09.09. № 234) |
| 14.   | 875                      | с. Велика Гомільша Великогомільшанської с/р          | Братська могила радянських воїнів і партизанів. Поховано 307 воїнів та партизанів. 1941 р., 1942 р., 1943 р. | Харківська скульптурна фабрика 1960 р.                      | Скульптура — 2,5 м, з/б. Постамент — 3,5×2,3×2,0 м, цегла                           | -<<-                                          | -<<-                                                                   | 25 м (Наказ управління культури і туризму від 10.09.09. № 234) |
| 15.   | 876                      | с. Вилівка Соколівської с/р                          | Братська могила радянських воїнів і партизанів. Поховано 162 воїни. 1943 р. | Харківська скульптурна фабрика 1964 р.                      | Скульптура 2,5 м, з/б. Постамент — 2,5х1,1х1,1 м, цегла                             | -<<-                                          | -<<-                                                                   | 25 м (Наказ управління культури і туризму від 10.09.09. № 234) |
| 16.   | 877                      | с. Гайдари Задонецької с/р                           | Братська могила радянських воїнів. Поховано 762 воїни. 1941 р., 1943 р. | Харківська скульптурна фабрика 1965 р.                      | Скульптура - 2,5 м, з/б. Постамент - 2,5х1,0х1,0 м, цегла                           | -<<-                                          | -<<-                                                                   | 25 м (Наказ управління культури і туризму від 10.09.09. № 234) |
| 17.   | 878                      | с. Гиївка Нижньобишкинської с/р                      | Братська могила радянських воїнів. Поховано 129 воїнів. 1943 р. | Харківська скульптурна фабрика 1975 р.                      | Скульптура 2,5 м, з/б. Постамент - 2,3х1,35х1,2 м, цегла                            | -<<-                                          | -<<-                                                                   | 25 м (Наказ управління культури і туризму від 10.09.09. № 234) |
| 18.   | 879                      | с. Геніївка Геніївської с/р                          | Братська могила радянських воїнів. Поховано 94 воїни. 1943 р. | Харківська скульптурна фабрика 1957 р.                      | Скульптура 2,5 м, з/б. Постамент - 2,75х1,2х1,2 м, цегла                            | -<<-                                          | -<<-                                                                   | 25 м (Наказ управління культури і туризму від 10.09.09. № 234) |
| 19.   | 850                      | с-ще Дачне Геніївської с/р                           | Братська могила радянських воїнів. Поховано 23 воїни. 1943 р. | Харківська скульптурна фабрика 1954 р.                      | Скульптура 2,5 м, з/б. Постамент – 3,0х1,1х1,1 м, цегла                             | -<<-                                          | -<<-                                                                   | 25 м (Наказ управління культури і туризму від 10.09.09. № 234) |
| 20.   | 881                      | с-ще Донець Комсомольської с/р                       | Братська могила радянських воїнів. Поховано 17 воїнів. 1943 р. | Харківська скульптурна фабрика 1960 р.                      | Обеліск 3,5х1,2х1,2 м, граніт                                                       | -<<-                                          | -<<-                                                                   | 25 м (Наказ управління культури і туризму від 10.09.09. № 234) |
| 21.   | 882                      | с. Дудківка Таранівської с/р                         | Братська могила радянських воїнів. Поховано 695 воїнів. 1941 р., 1943 р. | Харківська скульптурна фабрика 1960 р.                      | Скульптура - 2,5 м, з/б. Постамент - 2,4х1,85х1,85 м, цегла                         | Місцева                                       | № 61 від 25.01.72 р.                                                   | 25 м (Наказ управління культури і туризму від 10.09.09. № 234) |
| 22.   | 883                      | с. Задонецьке Задонецької с/р                        | Братська могила радянських воїнів. Поховано 292 воїни. 1941 р., 1943 р. | Харківська скульптурна фабрика 1963 р.                      | Скульптура – 3,0 м, з/б. Постамент - 1,75х1,2х1,2 м, цегла                          | -<<-                                          | -<<-                                                                   | 25 м (Наказ управління культури і туризму від 10.09.09. № 234) |
| 23.   | 909                      | -<<-                                                 | Могила Щегельського В. І. — першого голови колгоспу. 1929 р. | Харківська скульптурна фабрика 1965р.                       | Обеліск - 3,5х1,1х1,1 м, метал                                                      | -<<-                                          | -<<-                                                                   |                                                                |
| 24.   | 364                      | с. Западня Великогомільшанської с/р                  | Братська могила радянських воїнів. Поховано 101 воїна. 1943 р. | Харківська скульптурна фабрика 1964 р.                      | Скульптура - 3,5 м, з/б. Постамент - 2,6х1,3х1,3 м, цегла                           | -<<-                                          | -<<-                                                                   | 25 м (Наказ управління культури і туризму від 10.09.09. № 234) |
| 25.   | 885                      | смт Зідьки Зідьківської с/р                          | Братська могила радянських воїнів. Поховано 112 воїнів. 1943 р. | Харківська скульптурна фабрика 1958 р.                      | Скульптура 2,5 м, з/б. Постамент - 2,7х1,2х1,2 м, цегла                             | -<<-                                          | -<<-                                                                   | 25 м (Наказ управління культури і туризму від 10.09.09. № 234) |
| 26.   | 916                      | смт Зідьки Зідьківської с/р, біля школи              | Пам'ятник Ковтуну Г. І. — Герою Радянського Союзу. 1944 р. | Скульпт. Кустов В. 1967 р.                                  | Скульптура - 0,6 м, з/б. Постамент - 1,2х0,7х0,6 м, цегла                           | -<<-                                          | -<<-                                                                   |                                                                |
| 27.   | 886                      | с. Коропове Задонецької с/р                          | Братська могила радянських воїнів. Поховано 139 воїнів. 1943 р. | Харківська скульптурна фабрика 1964 р.                      | Скульптура - 2,5 м, з/б. Постамент - 2,8х1,2х1,2 м, цегла                           | -<<-                                          | -<<-                                                                   | 25 м (Наказ управління культури і туризму від 10.09.09. № 234) |
| 28.   |                          | с. Коропове Задонецької с/р                          | Залишки Миколаївського козацького монастиря. XVII ст. | Міхеєв В.К, д.і.н.                                          | Цегла. Пл. 150,0х100,0 м.                                                           | -<<-                                          | Наказ УК ХОДА № 25 від 02.03.05 р.                                     |                                                                |
| 29.   | 866                      | с. Костянтівка Борівської с/р                        | Місце бою червоногвардійських загонів з німецькими окупантами. 1918р. | Обеліск - 1,5х1,5х1,5 м, цегла                              | -<<-                                                                                | № 61 від 25.01.72 р.                          |                                                                        |                                                                |
| 30.   | 887                      | -<<-                                                 | Братська могила радянських воїнів. Поховано 217 воїнів. 1943 р. | Харківська скульптурна фабрика 1965 р.                      | Скульптура - 2,5 м, з/б. Постамент - 2,5х1,2х1,2 м, цегла                           | -<<-                                          | -<<-                                                                   | 25 м (Наказ управління культури і туризму від 10.09.09. № 234) |
| 31.   | 888                      | с-ще Красна Поляна Борівської с/р                    | Братська могила радянських воїнів. Поховано 380 воїнів. 1941 р., 1943 р. | Харківська скульптурна фабрика 1965 р.                      | Скульптура – 7,0 м, мармуровий дрібняк. Постамент – 2,0х2,0 м, цегла                | -<<-                                          | -<<-                                                                   | 25 м (Наказ управління культури і туризму від 10.09.09. № 234) |
| 32.   | 2418                     | -<<-                                                 | Братська могила радянських воїнів. Поховано 11 воїнів. 1943 р. | Стела - 1,5х0,4х0,1 м, мармуровий дрібняк                   | -<<-                                                                                | № 142 від 20.05.91р.                          | 25 м (Наказ управління культури і туризму від 10.09.09. № 234)         |                                                                |
| 33.   |                          | сел. Красна Поляна Борівської с\р                    | Будинок, де народилася і жила М. М. Синякова. XIX ст. | М. Саяний, директор Зміївського краєзнавчого музею. 1999 р. | Дерево                                                                              | -<<-                                          | Наказ УК ХОДА № 25 від 02.03.05 р.                                     |                                                                |
| 34.   | 889                      | с-ще Курортне Геніївської с/р                        | Братська могила радянських воїнів. Поховано 82 воїни. 1943 р. | Харківська скульптурна фабрика 1959 р.                      | Скульптура - 2,5 м, з/б. Постамент - 1,5х1,9х1,9 м, цегла                           | -<<-                                          | № 61 від 25.01.72 р.                                                   | 25 м (Наказ управління культури і туризму від 10.09.09. № 234) |
| 35.   | 1659                     | -<<-                                                 | Пам'ятник Леніну В. І. 1870—1924 рр. | Харківська скульптурна фабрика 1957 р.                      | Скульптура - 2,5 м, з/б. Постамент - 7,5х2,4х2,4 м, цегла                           | -<<-                                          | № 13 від 12.01.81р.                                                    |                                                                |
| 36.   | 890                      | смт Лиман Лиманської сел/р                           | Братська могила радянських воїнів. Поховано 156 воїнів. 1943 р. | Харківська скульптурна фабрика 1957 р.                      | Скульптура - 2,5 м, з/б. Постамент - 2,5х1,8х1,8 м, цегла                           | -<<-                                          | № 61 від 25.01.72 р.                                                   | 25 м (Наказ управління культури і туризму від 10.09.09. № 234) |
| 37.   | 1656                     | -<<-                                                 | Братська могила жертв фашизму. Поховано 4 мешканці селища. 1942 р. | 1973 р.                                                     | Обеліск - 1,8х0,8х0,4 м, мармуровий дрібняк                                         | Місцева                                       | № 13 від 12.01.81 р.                                                   | 25 м (Наказ управління культури і туризму від 10.09.09. № 234) |
| 38.   | 910                      | -<<-                                                 | Могила Шаляпіна І. Н., старшого лейтенанта. 1943 р. | 1953 р.                                                     | Обеліск - 1,2х1,0х1,0 м, цегла                                                      | -<<-                                          | № 61 від 25.01.72 р.                                                   |                                                                |
|       |                          |                                                      | |                                                             |                                                                                     |                                               |                                                                        |                                                                |
| 40.   | 891                      | с. Лісне Скрипаївської с/р                           | Братська могила радянських воїнів. Поховано 75 воїнів. 1943 р. | Харківська скульптурна фабрика 1959 р.                      | Скульптура - 2,5 м. Постамент - 2,5х1,35х1,35 м, гіпс, цегла                        | -<<-                                          | -<<-                                                                   | 25 м (Наказ управління культури і туризму від 10.09.09. № 234) |
| 41.   | 892                      | с. Мохнач Скрипаївської с/р                          | Братська могила радянських воїнів і партизанів. Поховано 542 воїни. 1941 р., 1942 р., 1943 р. | Харківська скульптурна фабрика 1968 р.                      | Скульптура - 2,5 м, Постамент - 2,8х1,3х1,3 м, з/б, цегла                           | -<<-                                          | -<<-                                                                   | 25 м (Наказ управління культури і туризму від 10.09.09. № 234) |
| 42.   | 893                      | с. Нижній Бишкин Нижньобишкинської с/р               | Братська могила радянських воїнів. Поховано 248 воїнів. 1941 р., 1943 р. | Харківська скульптурна фабрика 1956 р.                      | Скульптура 2,5 м. Постамент - 2,5х1,3х1,3 м, з/б, цегла                             | -<<-                                          | -<<-                                                                   | 25 м (Наказ управління культури і туризму від 10.09.09. № 234) |
| 43.   | 894                      | с. Островерхівка Тимченківської с/р                  | Братська могила радянських воїнів і партизанів. Поховано 262 воїни і 10 партизанів. 1941 р., 1943 р. | Харківська скульптурна фабрика 1951 р.                      | Скульптура 2,5 м. Постамент – 3,0х1,3х1,3 м, з/б, цегла                             | -<<-                                          | -<<-                                                                   | 25 м (Наказ управління культури і туризму від 10.09.09. № 234) |
| 44.   | 895                      | с. Пасіки Великогомільшанської с\р                   | Братська могила радянських воїнів. Поховано 377 воїнів. 1941 р., 1942 р., 1943 р. | Харківська скульптурна фабрика 1958 р.                      | Скульптура - 2,5 м. Постамент - 2,5х1,3х1,3 м, з/б, цегла                           | -<<-                                          | -<<-                                                                   | 25 м (Наказ управління культури і туризму від 10.09.09. № 234) |
| 45.   | 896                      | с-ще Першотравневе Бірківської с/р                   | Братська могила та пам’ятний знак воїнам-односельчанам. Поховано 244 воїни. 1941 р., 1943 р., 1941—1945 рр. | Харківська скульптурна фабрика 1958 р.                      | Скульптура - 2,5 м. Постамент - 2,8х1,2х1,2 м, з/б, цегла                           | -<<-                                          | -<<-                                                                   | 25 м (Наказ управління культури і туризму від 10.09.09. № 234) |
| 46.   | 397                      | с. Пролетарське Чемужівської с/р                     | Братська могила радянських воїнів. Поховано 294 воїни. 1941 р., 1943 р. | Харківська скульптурна фабрика 1961 р.                      | Скульптура - 2,5 м. Постамент - 2,5х1,2х1,2 м, з/б, цегла                           | -<<-                                          | -<<-                                                                   | 25 м (Наказ управління культури і туризму від 10.09.09. № 234) |
| 47.   | 898                      | с. Скрипаї Скрипаївської с/р                         | Братська могила радянських воїнів. Поховано 392 воїни. 1941 р., 1943 р. | Харківська скульптурна фабрика 1960 р.                      | Скульптура - 2,5 м. Постамент - 3,3 м, з\б, цегла                                   | -<<-                                          | -<<-                                                                   | 25 м (Наказ управління культури і туризму від 10.09.09. № 234) |
| 48.   | 869                      | с. Соколове Соколівської с/р                         | Братська могила червоноармійців. Поховано 9 червоноармійців. 1919р. | Харківська скульптурна фабрика 1974р.                       | Обеліск – 1,0х0,5х0,3 м, мармурова кришка                                           | -<<-                                          | -<<-                                                                   |                                                                |
| 49.   | 899                      | -<<-                                                 | Братська могила радянських і чехословацьких воїнів. Поховано 120 чехословацьких воїнів (серед них Ярош О.- Герой Радянського Союзу) і 478 радянських воїнів (серед них Посохов Г.С.-Герой Радянського Союзу) 1943р. | Харківська скульптурна фабрика 1964р.                       | Обеліск – 10,0х1,5х1,5 м, граніт                                                    | -<<-                                          | -<<-                                                                   | 25 м (Наказ правління культури і туризму від 10.09.09. № 234)  |
| 50.   | 1657                     | -<<-                                                 | Пам'ятник радянсько-чехословацькій бойовій співдружності. 1943р. | Архит. ДзюбаН., Венгеров А. 1973р.                          | Обеліск – 10,0 м, граніт, мармур, чавун, нержавіюча сталь                           | -<<-                                          | № 13 від 12.01.81р.                                                    |                                                                |
| 51.   | 917                      | -<<-                                                 | Пам'ятник Шемигону А.Р. - Герою Радянського Союзу. 1944р. | Скульпт. Рябінін М.Л. 1969р.                                | Бюст - 0,8 м. Постамент – 2,0х0,75х0,65 м, з/б, граніт                              | -<<-                                          | № 61 від 25.01.72р.                                                    |                                                                |
| 52.   | 900                      | с. Суха Гомільша Нижньобишкинської с\р               | Братська могила радянських воїнів і партизанки Листопад К.Д. Поховано 203 воїни. 1941р., 1942р., 1943р. | Харківська скульптурна фабрика 1962р.                       | Скульптура - 2,5 м. Постамент - 3,5х1,2х1,2 м, з/б, цегла                           | -<<-                                          | -<<-                                                                   | 25 м (Наказ правління культури і туризму від 10.09.09. № 234)  |
| 53.   | 902                      | с. Таранівка Таранівської с/р, центр села            | Братська могила радянських воїнів. Поховано 595 воїнів. Серед них поховані льотчик-винищувач Перепелиця О.М. і широнінці: Болтушкін О.П., Візгалін І.П., Гетман П.А., Грудінін В.С., Зимін С.Г., Злобін Я.Д., Ісаков В.Л., Кир’янов М.І., Крайко О.І., Нечипуренко С.В., Павлов В.М., Сєдих І.В., Силаєв І.М., Скворцов А.А., Субботін М.І., Сухін О.І., Танціуренко В.Д., Фаждєєв С.П., Чертьонков І.М., Шкодін П.Т.- Герої Радянського Союзу (21 чол.). 1941р., 1943р. | Харківська скульптурна фабрика 1957р., 1983р.               | Стела - 4,8х3,2х1,7 м. Плити - 2,1х1,0 м. Загальні розміри - 10,5х8,4х0,6 м, граніт | -<<-                                          | -<<-                                                                   | 25 м (Наказ правління культури і туризму від 10.09.09. № 234)  |
| 54.   | 2015                     | с. Таранівка Таранівської с/р, біля братської могили | Могила Вернигоренка І.Г., Героя Радянського Союзу. 1984р. | Харківська скульптурна фабрика 1984р.                       | Плита - 2,1х1,0 м, граніт                                                           | Місцева                                       | № 413 від 19.08.85р.                                                   |                                                                |
| 55.   | 901                      | с. Таранівка Таранівської с/р, пров. Островського    | Братська могила радянських воїнів, партизанів і жертв фашизму. Поховано 634 воїни і 2 партизани. 1941р., 1942р., 1943р. | Харківська скульптурна фабрика 1957р.                       | Скульпт - 2,5 м. Постамент - 2,4х1,2х1,2 м, з/б, цегла                              | -<<-                                          | № 61 від 25.01.72р.                                                    | 25 м (Наказ правління культури і туризму від 10.09.09. № 234)  |
| 56.   |                          | с. Таранівка                                         | Пам'ятник гвардійцям-широнінцям. 1943 р. | 1994 р.                                                     | Бронза, з/б, виколотка з міді                                                       | -<<-                                          | Наказ УК ХОДА № 25 від 02.03.05 р.                                     |                                                                |
| 57.   | 903                      | с. Тимченки Тимченківської с/р                       | Братська могила радянських воїнів. Поховано 226 воїнів. 1941 р., 1943 р. | Харківська скульптурна фабрика 1959 р.                      | Скульптура - 2,5 м. Постамент - 2,6х1,2х1,2 м, з/б, цегла                           | -<<-                                          | № 61 від 25.01.72 р.                                                   | 25 м (Наказ управління культури і туризму від 10.09.09. № 234) |
| 58.   | 911                      | -<<-                                                 | Могила Колесника В.Я., партизана. 1941р. | Харківська скульптурна фабрика 1953р.                       | Обеліск – 3,0х1,0х1,0 м, цегла                                                      | -<<-                                          | -<<-                                                                   |                                                                |
| 59.   | 904                      | с. Чемужівка Чемужівської с/р                        | Братська могила радянських воїнів. Поховано 566 воїнів. | Харківська скульптурна фабрика 1974 р.                      | Скульптура - 2,5 м. Постамент - 1,4х1,3х1,3 м, мармуровий дрібняк, цегла            | -<<-                                          | -<<-                                                                   | 25 м (Наказ управління культури і туризму від 10.09.09. № 234) |
| 60.   | 2016                     | -<<-                                                 | Могила Кришталя А. Є. — Героя Радянського Союзу. 1977 р. | Харківська скульптурна фабрика 1978р.                       | Стела - 1,8 м, метал                                                                | -<<-                                          | № 413 від 19.08.85р.                                                   |                                                                |
| 61.   |                          | с. Чемужівка                                         | Пам'ятник М. К. Кришталю, повному Георгіївському кавалеру | 1999 р.                                                     | З/б, виколотка з міді                                                               | -<<-                                          | Наказ УК ХОДА № 25 від 02.03.05 р.                                     |                                                                |
| 62.   |                          | с. Чемужівка                                         | Пам'ятник А. Є. Кришталю, Герою Радянського Союзу | 1999 р.                                                     | З/б, виколотка з міді                                                               | -<<-                                          | Наказ УК ХОДА № 25 від 02.03.05 р.                                     |                                                                |
| 63.   | 905                      | с. Черкаський Бишкин Нижньобишкинської с/р           | Братська могила радянських воїнів. Поховано 60 воїнів. 1943 р. | Харківська скульптурна фабрика 1958 р.                      | Скульптура - 3,4 м. Постамент - 3,2х1,2х1,2 м, з/б, цегла                           | -<<-                                          | № 61 від 25.01.72 р.                                                   | 25 м (Наказ управління культури і туризму від 10.09.09. № 234) |
| 64.   | 906                      | с. Шелудьківка Шелудьківської с/р                    | Братська могила радянських воїнів. Поховано 155 воїнів. 1943 р. | Харківська скульптурна фабрика 1959 р.                      | Скульптура - 2,5 м. Постамент – 3,0х1,8х1,5 м, з/б, цегла                           | -<<-                                          | -<<-                                                                   | 25 м (Наказ управління культури і туризму від 10.09.09. № 234) |
|       |                          |                                                      | |                                                             |                                                                                     |                                               |                                                                        |                                                                |